# Восьмерик на четверике

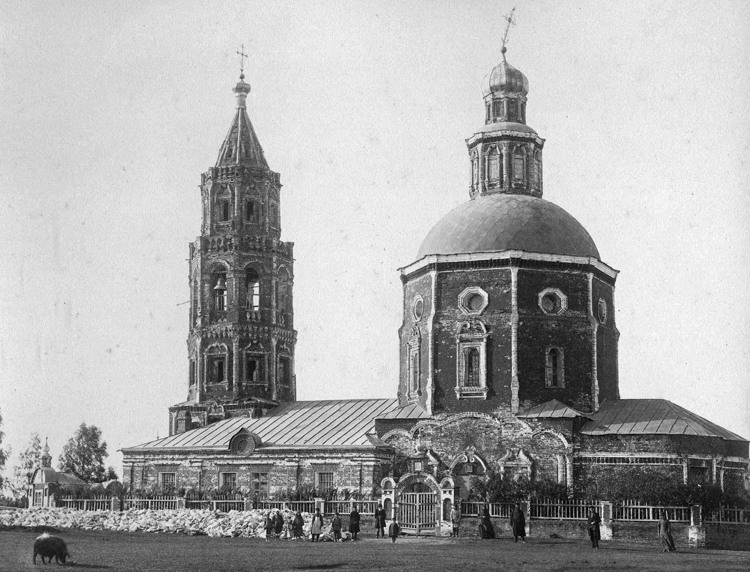
Пример «восьмерика на четверике» с декором «нарышкинского барокко»

«Восьмерик на четверике» — тип архитектурной композиции церковного здания: верхний объём октагональной конфигурации («восьмерик») поставлен на четверик (как правило, более низкий).
Изначально это архитектурное решение получило распространение в русском деревянном храмовом зодчестве. В конце XVII века прочно вошло в арсенал приёмов московского барокко. Сочетание контрастных форм придаёт храму устремлённость ввысь (динамизм — характерная черта стиля барокко).
Церкви этого типа продолжали возводиться в российской провинции вплоть до конца XVIII века.

## Эволюция московского барокко
Применительно к московскому барокко различаются несколько типов каменных церквей «восьмерик на четверике». Основной — отдельно стоящие многоярусные церкви, строившиеся в основном дворянами в своих подмосковных усадьбах. Для церквей этого типа характерно свободное расположение, широкие круговые обходы-гульбища. Неотъемлемым атрибутом зданий этого типа является совмещение церкви и колокольни в единой центрической композиции «иже под колоколы»: непосредственно над восьмериком устраивался открытый ярус звона. Церкви этой группы являются исходными для всех остальных вариантов композиции. Ниже представлены классические образцы, которые служили, вероятно, эталоном.

### Наиболее ранний пример (в кирпиче)
| Название                                                        | Местонахождение | Датировка | Зодчий                                  | Донатор                                        | Фотография | Комментарий |
| --------------------------------------------------------------- | --------------- | --------- | --------------------------------------- | ---------------------------------------------- | ---------- | --- |
| Михайло-Архангельский собор в Нижнем Новгороде                  | Нижний Новгород | 1629—1631 | Лаврентий Возоулин, Антипа Константинов | Царь Михаил Фёдорович Романов                  |            | Перестроен из несохранившегося храма XIV века |
| Церковь Иоасафа царевича индийского в царской усадьбе Измайлово | Москва          | 1684—1687 | (?)                                     | царевна Софья при участии князя В. В. Голицына |            | Перестроена из церкви 1678—1679 гг. Принципиальным нововведением является появление хорошо видимого четверика, в ранних памятниках скрытого объёмами притворов по периметру здания. Не сохранилась. |

### Церкви Прозоровских
| Название                               | Местонахождение    | Датировка | Зодчий | Донатор                                  | Фотография | Комментарий |
| -------------------------------------- | ------------------ | --------- | ------ | ---------------------------------------- | ---------- | --- |
| Церковь Успения в Петровском-Дурневе   | Московская область | 1684—1688 | (?)    | П. И. Прозоровский                       |            | Ранний пример типа восьмерик на четверике. Скупые внешние украшения, по-видимому, отражали строгость вкусов заказчика.                            |
| Церковь Спаса Нерукотворного в Гирееве | Москва             | 1714—1718 | (?)    | И. А. Голицын — зять П. И. Прозоровского |            | Сохранилась почти без изменений, воспроизводит несохранившуюся церковь в Петровском-Дальнем.                                                      |
| Церковь Бориса и Глеба в Зюзине        | Москва             | 1688—1704 | (?)    | Б. И. Прозоровский                       |            | Наряду с традиционной лаконичностью — отсутствием оконных наличников, присутствуют элементы архитектуры, присущие памятникам нарышкинского круга. |

### Церкви нарышкинского круга
| Название                                      | Местонахождение | Датировка       | Зодчий | Донатор                         | Фотография | Комментарий |
| --------------------------------------------- | --------------- | --------------- | ------ | ------------------------------- | ---------- | --- |
| Церковь Петра и Павла в Петровско-Разумовском | Москва          | освящена в 1691 | (?)    | А. Л. Нарышкина, Л. К. Нарышкин |            | Не сохранилась. |
| Церковь Знамения на Шереметьевом дворе        | Москва          | 1689—1691       | (?)    | Л. К. Нарышкин                  |            | Построена, вероятно, как и все церкви этой группы, в знак восшествия на престол Петра I.                                                                            |
| Церковь Покрова в Филях                       | Москва          | 1690—1693       | (?)    | Л. К. Нарышкин                  |            | Классический, наиболее зрелый образец церкви типа «восьмерик на четверике».                                                                                         |
| Храм Троицы в Троице-Лыкове                   | Москва          | 1690—1695       | (?)    | М. К. Нарышкин                  |            | Существует два варианта датировки: 1690—1695 и 1698—1703. Обильные украшения, особенности профилировки деталей позволяют говорить о более поздней датировке здания. |

### Башнеобразные бухвостовские церкви
| Название                                         | Местонахождение    | Датировка                  | Зодчий                                                             | Донатор                      | Фотография | Комментарий |
| ------------------------------------------------ | ------------------ | -------------------------- | ------------------------------------------------------------------ | ---------------------------- | ---------- | --- |
| Спасская церковь в селе Уборы                    | Московская область | 1693—1697, освящена в 1700 | Я. Г. Бухвостов                                                    | П. В. Шереметьев             |            | Строилась по образцу Успенской церкви в Петровском-Дальнем, но в процессе строительства (в 1694 г.) была торжественно освящена церковь в Филях, поэтому заказчик потребовал изменения композиции — возведения четверика в духе филёвской церкви. |
| Надвратная церковь Ново-Иерусалимского монастыря | Московская область | 1694—1697                  | Ф. И. Попуга, Е. Михайлов, Л. Михайлов по замыслу Я. Г. Бухвостова | цари Иван и Пётр Алексеевичи |            | С 1693 г. Я. Г. Бухвостов был занят на строительстве собора в Рязани (до 1699), поэтому передал подряд своим помощникам. Для церкви характерен высокий четверик с большими окнами, придающий церкви башнеобразный облик.                         |

### Вариация: эллипс вместо четверика
| Название                           | Местонахождение    | Датировка                    | Зодчий       | Донатор       | Фотография | Комментарий |
| ---------------------------------- | ------------------ | ---------------------------- | ------------ | ------------- | ---------- | --- |
| Собор Высоко-Петровского монастыря | Москва             | нач. XVI в., кон. 1680-х гг. | Алевиз Новый | (?)           |            | В 1680-х гг. перестроена — пробиты большие окна в восьмерике и экседрах, фасад украшен росписью, в настоящее время возвращён первоначальный облик. В перестроенном виде послужила прообразом церкви в Перове. |
| Церковь Знамения в Перове          | Москва             | 1699-1708                    | (?)          | П. А. Голицын |            | Резьба на фасадах здания близка церкви в Дубровицах. |
| Церковь Знамения в Дубровицах      | Московская область | 1690—1705                    | (?)          | Б. А. Голицын |            | В строительстве и оформлении церкви принимали участие итальянские мастера. |